# إزرائيل سالازار
إزرائيل سالازار (بالبرتغالية: Israel Salazar‏) هو كاتب أغاني ومغني وملحن برازيلي، ولد في 11 يونيو 1990 في ريو دي جانيرو في البرازيل.